# Юсіз Амарієль Сонкенг
Юсіз Амарієль Сонкенг (фр. Isis Amareillle Sonkeng; нар. 20 вересня 1989) — камерунська футболістка, центральна захисниця одеського  «Сістерс».

## Клубна кар'єра
Професіональну футбольну кар'єру розпочала 2008 році в «Канон Яунде», який на той час очолювала Селін Еко. Влітку 2010 року приєдналася до принципового суперника «Котона», «Люве Мінпрофф» з Яунде. Восени 2012 року виїхала за кордон, приєднавшись до нігерійського клубу «Баєлса Квінз», де вже виступали співвітчизниці Нденге Періал, Карін Мбу Ндум Йо та Жаклін Ада.
Навесні 2017 року перебралася до Швеції, де стала гравчинею «Сундсвалля». У новій команді дебютувала 23 квітня 2017 року в програному (1:3) домашньому поєдинку 2-го туру Елітеттана (другий за силою жіночий чемпіонат Швеції) проти «Кунгсбаки». Юсіз вийшла на поле в стартовому складі та відіграла увесь матч. Дебютним голом за команду відзначилася 11 червня 2017 року на 72-ій хвилині (реалізувала пенальті) нічийного (1:1) виїзного поєдинку 9-го туру Елітеттану проти «Вастерас БК 30». Сонкенг вийшла на поле в стартовому складі та відіграла увесь матч. У складі «Сундсвалля» в другому дивізіоні чемпіонату Швеції зіграла 24 матчі, в яких відзначилася 2-ма голами. У 2019 році повернулася на батьківщину, де виступала за «Амазонес». Наступного року перебралася до «Бнота» з Нетанії, у футболці якого провела 7 матчів.
9 жовтня 2021 року підписала контракт з «Кривбасом». У футболці криворізького клубу дебютувала 9 жовтня 2021 року в переможному (4:0) домашньому поєдинку 9-го туру Вищої ліги України проти вінницького «ЕСМ-Поділля». Амарієль вийшла на поле в стартовому складі та відіграла увесь матч.
За часи виступів у складі «Кривбаса» Амарієль Сонкенг виграла срібні та бронзові медалі чемпіонату України, а у 2024 році приєдналась до новачка Вищої ліги України -  команди «Сістерс» з Одеси.
У дебютній грі за свою нову команду в матчі першого туру чемпіонату України проти київської «Оболоні», Сонкенг спочатку забила м'яч у власні ворота на 56-й хвилині гри, але на 80-й хвилині спромоглася забити вже і у ворота столичної команди. В другому турі «Сістерс» грали на виїзді проти команди «Ладомир». Єдиний й вирішальний забитий м'яч у зустрічі на прикінці матчу провела саме Амарієль Сонкенг, яка успішно підключилася до стандартного положення своєї команди біля ворот суперниць.

## Кар'єра в збірній
З 2008 року викликалася до табору національної збірної Камеруну, у складі якої того ж року взяла участь у жіночому чемпіонаті африканських націй. У листопаді 2010 року знову взяла участь у жіночому чемпіонаті Африки в Південній Африці, де команда «левиць» стала однією з півфіналісток. Поїхала на літні Олімпійські ігри 2012 року, де відзначилася автоголом у матчі проти Нової Зеландії. Брала участь у чемпіонаті африканських націй 2012 року (де Камерун завершив турнір на третьому місці) та чемпіонаті африканських націй 2014 року, де команда фінішувала вище, посівши друге місце. У 2016 році взяла участь у домашньому для Камеруну Чемпіонаті африканських націй 2016 року. У 2015 році вперше камерунська збірна вперше зіграла у фінальній частині жіночого чемпіонату світу, де поступилася в 1/8 фіналу. У 2016 році розглядалася як можливий капітан на КАН 2016, де збірна Камерунун знову стала срібним призером, поступившись у вирішальному матчі Нігерії. У 2018 році знову грала на кубку Африки. Опинилася серед списку гравчинь збірної Камеруну для участі в жіночому чемпіонаті світу з футболу 2019 року у Франції.